# Antonio Varas
Antonio Varas de la Barra (Cauquenes, 13 de junio de 1817-Santiago, 5 de junio de 1886)
 fue un abogado y político chileno. Senador en dos periodos, entre 1876 y 1888 y diputado en diez periodos, entre 1843 y 1876. Presidió el Senado en dos ocasiones: entre el 4 de julio de 1881 hasta el 2 de junio de 1882 y entre el 2 de junio de 1882 hasta el 23 de noviembre de 1885. Ministro en los gobiernos de Manuel Bulnes Prieto, Manuel Montt y Aníbal Pinto Garmendia. Uno de los fundadores del Partido Nacional o Montt-Varista (1857) y creador de la Caja de Ahorros de Santiago (1861).

## Biografía

### Familia y juventud
Hijo de Miguel Varas Vallejo y de Agustina de la Barra Alarcón. Su padre fue un abierto partidario de la Corona española y tras la Independencia, los patriotas le confiscaron sus bienes sumiendo a la familia en la pobreza, situación que marcó fuertemente su infancia. Mediante la gestión de su hermano José Miguel, profesor de filosofía del Instituto Nacional, se trasladó a Santiago e ingresó al Instituto Nacional. En dicho establecimiento conoció y fue protegido de los profesores Manuel Montt y Buenaventura Cousiño Jorquera.
Se casó con Irene Herrera Bustamante con quien tuvo siete hijos: Miguel Antonio Varas Herrera, Carlos, Antonio Varas Herrera, Luis, Rosa, Irene y Elisa.

### Estudios y vida laboral

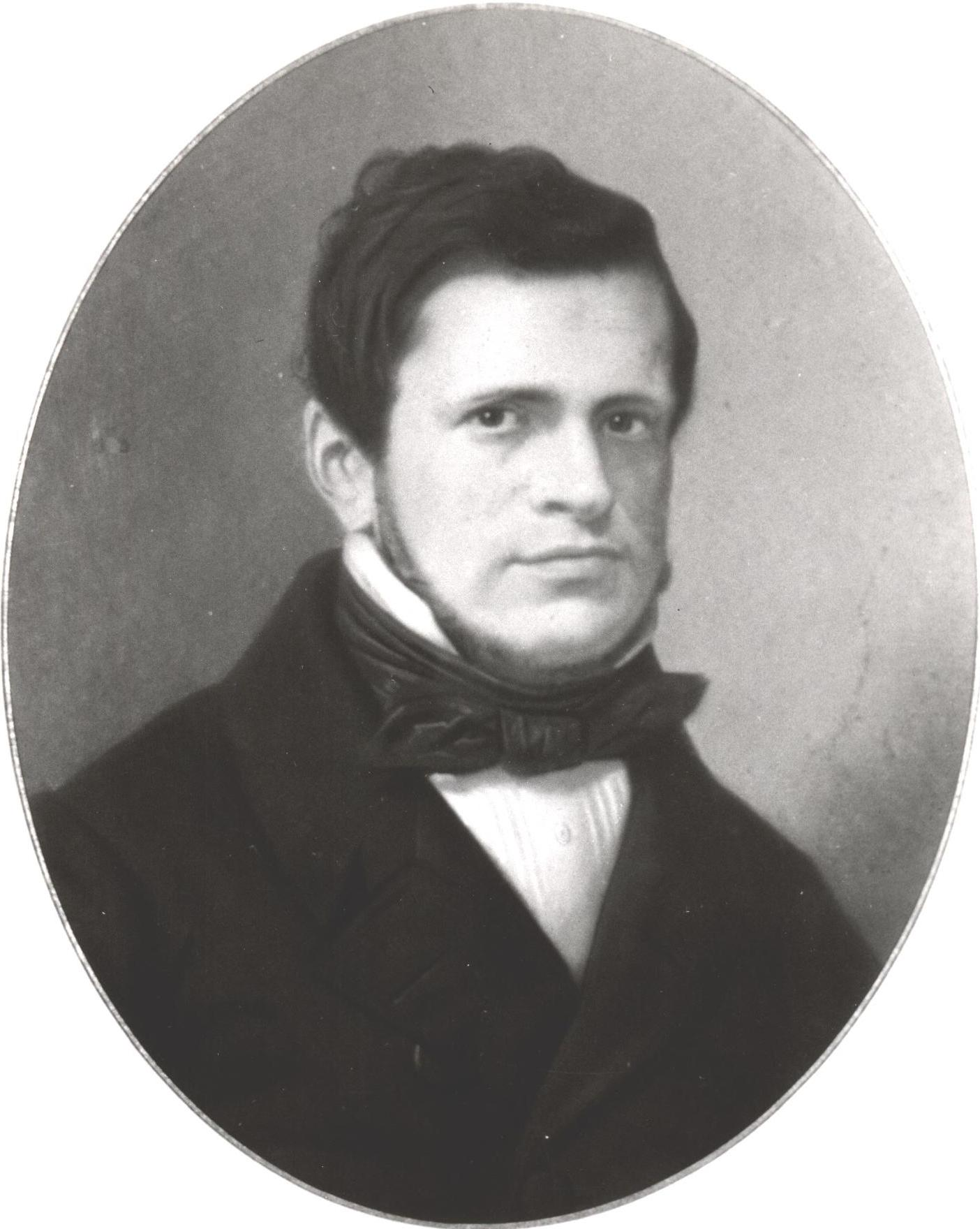
Retrato de un joven Antonio Varas.

El 5 de noviembre de 1839 recibió el título de agrimensor. Ingresó a la Escuela de Derecho de la Universidad de Chile, desde donde obtuvo su licenciatura en ciencias jurídicas y sociales, jurando como abogado en la Corte Suprema el 17 de agosto de 1842.
En forma paralela, trabajó en el Instituto Nacional. A principios de 1837 fue nombrado profesor de Filosofía e inspector, el 1.º de marzo de 1837. Luego, fue nombrado vicerrector, el 24 de diciembre de 1838; y posteriormente rector, a partir del 31 de diciembre de 1842, con 25 años de edad. Desde este último cargo se preocupó especialmente de mejorar la calidad de la educación ya que sostenía que el Instituto estaba destinado a formar ciudadanos. Lo que no estaba alejado de la realidad pues en la práctica los alumnos distinguidos ocupaban cargos de responsabilidad en el ámbito político, en el Gobierno y la justicia.
También se preocupó de impulsar la actividad literaria y participó, junto a profesores del Instituto en la organización y fundación de la Sociedad Literaria, en 1839. Finalmente, colaboró con el Semanario de Santiago, cuya publicación iniciaron algunos de los miembros de la Sociedad Literaria.
Fue miembro de la Facultad de Filosofía y Humanidades, de la Universidad de Chile, establecida en este mismo año 1843.

## Carrera política
Durante la presidencia de Manuel Bulnes Prieto fue ministro de Justicia, Culto e Instrucción Pública entre el 10 de abril de 1845 hasta el 22 de septiembre de 1846. En 1850, asumió la cartera del Interior y Relaciones Exteriores. Desde ese cargo, el 10 de octubre de 1850, designó a Vicente Pérez Rosales como Agente de Colonización encargado de viajar a las riberas de la Laguna de Llanquihue con el propósito de reconocer y preparar una colonia modelo para 200 familias alemanas que llegarían gracias a la gestión de Bernardo Philippi. Este proceso había comenzado en 1845 con la promulgación de la Ley de Colonización que trajo a los primeros colonos alemanes a la zona de Valdivia en 1846.
Durante el gobierno de Manuel Montt fue ministro de Interior y Relaciones Exteriores, entre el 18 de septiembre de 1851 hasta el 18 de septiembre de 1856; ministro interino de Justicia, Culto e Instrucción Pública, entre el 24 de abril al 9 de julio de 1850; ministro subrogante de Justicia, Culto e Instrucción Pública, entre el 13 de enero al 9 de mayo de 1855; ministro subrogante de Hacienda desde el 19 de julio hasta el 3 de septiembre de 1855; ministro interino de Guerra y Marina desde el 8 de mayo hasta el 18 de septiembre de 1856; y nuevamente ministro de Interior y Relaciones Exteriores entre el 30 de abril de 1860 hasta el 18 de septiembre de 1861.
En 1857, tras la división del Partido Conservador, fundó junto a Manuel Montt el Partido Nacional o Montt-Varista. Su lema fue “la libertad dentro del orden”. En 1861, ante la necesidad de definir un sucesor para el presidente Montt, sus partidarios lo proclamaron candidato a la presidencia. A lo que se negó rotundamente dando paso a la candidatura de José Joaquín Pérez.
Durante el gobierno del presidente Aníbal Pinto Garmendia fue nombrado ministro de Interior, entre el 17 de abril hasta el 20 de agosto de 1879 y en forma paralela, ministro de Guerra y Marina subrogante, entre el 17 de abril hasta el 1° de mayo de 1879. Durante su gestión como ministro de Interior fundó la Caja de Crédito Hipotecario, el 29 de agosto de 1855, transformándola en la más importante institución de esta naturaleza en América hispana.
En 1884, fundó la Revista Jurídica, cuyo primer número escribió íntegramente y circuló el 15 de noviembre de 1884. No pudo continuar con la publicación debido a que enfermó gravemente durante todo el año 1885.
Falleció el 5 de junio de 1886, durante el ejercicio de su cargo como senador.
Actualmente se encuentra sepultado en el Cementerio General de Santiago, específicamente en el patio N.° 16.

## La dupla Montt - Varas

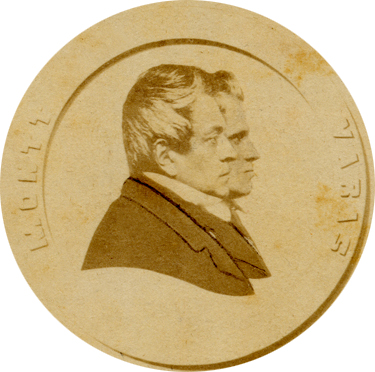
Manuel Montt y Antonio Varas.

Los historiadores han descrito a Varas como un hombre de excepcionales características, tanto así que se le considera uno de los personajes que más influyeron en el devenir de la política chilena del siglo XIX. Sin embargo, sus prendas se hicieron sentir de un modo particularmente extraordinario junto a su amigo, el presidente Manuel Montt Torres, con quien compartió no sólo doctrinas políticas, sino también diversos otros campos del quehacer humano.
Montt comenzó su ascenso gracias a Varas que le apoyaba, pero a su vez heredaba los cargos de Montt. La dupla además creó un partido político llamado Monttvarista. Se crearon las ciudades Puerto Montt y Puerto Varas muy cercana, comparten el pedestal de la misma estatua y sus tumbas están una al lado de la otra. En la ciudad de Santiago, Antonio Varas y Manuel Montt son dos avenidas principales de la comuna de Providencia, que van paralelas separadas por una cuadra de distancia.